# Deivy Balanta
Deivy Alexander Balanta Abonia (Bogotá, Colombia; 2 de septiembre de 1993) es un futbolista colombiano, juega como defensa y actualmente es jugador libre.

## Trayectoria

### Inicios
Realizó su proceso formativo en las divisiones menores del Club Atlético All Boys en Argentina.

### Millonarios
El 17 de julio de 2019 se confirma su paso a Millonarios a préstamo por un año con opción de compra. Debuta el 27 de julio de 2019 en la victoria 1-2 ante Atlético Bucaramanga en condición de visitante.

## Selección nacional
Jugaría los Juegos Olímpicos de Río de Janeiro 2016 con la Selección de fútbol sub-23 de Colombia en el que llegarían a los cuartos de final donde fueron eliminados por Brasil, el equipo local.

### Participaciones internacionales
| Campeonato                          | Sede      | Resultado        | Partidos | Goles |
| ----------------------------------- | --------- | ---------------- | -------- | ----- |
| Sudamericano Sub-20 de 2013         | Argentina | Campeón          | 8        |       |
| Torneo Esperanzas de Toulon de 2013 | Francia   | Subcampeón       | 2        | 0     |
| Copa Mundial Sub-20 de 2013         | Turquía   | Octavos de final | 3        | 0     |

### Participaciones en Juegos Olímpicos
| Torneo                | Categoría | Sede           | Resultado        | Partidos | Goles |
| --------------------- | --------- | -------------- | ---------------- | -------- | ----- |
| Juegos Olímpicos 2016 | Sub-23    | Río de Janeiro | Cuartos de final | 4        | 0     |

## Estadísticas
| Club              | País     | Año       |
| ----------------- | -------- | --------- |
| Alianza Petrolera | Colombia | 2012-2015 |
| Junior            | Colombia | 2016-2019 |
| Millonarios       | Colombia | 2019-2020 |
| Once Caldas       | Colombia | 2021-2022 |

### Selección nacional
| Club                         | Div.       | Temporada  | Liga  | Liga  | Copa Nacional | Copa Nacional | Copa Internacional | Copa Internacional | Total | Total |
| Club                         | Div.       | Temporada  | Part. | Goles | Part.         | Goles         | Part.              | Goles              | Part. | Goles |
| ---------------------------- | ---------- | ---------- | ----- | ----- | ------------- | ------------- | ------------------ | ------------------ | ----- | ----- |
| Alianza Petrolera · Colombia | 2.ª        | 2012       | 13    | 0     | 0             | 0             | -                  | -                  | 13    | 0     |
| Alianza Petrolera · Colombia | 1.ª        | 2013       | 12    | 0     | 7             | 0             | -                  | -                  | 19    | 0     |
| Alianza Petrolera · Colombia | 1.ª        | 2014       | 27    | 0     | 2             | 0             | -                  | -                  | 29    | 0     |
| Alianza Petrolera · Colombia | 1.ª        | 2015       | 20    | 1     | 4             | 0             | -                  | -                  | 24    | 1     |
| Alianza Petrolera · Colombia | Total club | Total club | 72    | 1     | 13            | 0             | 0                  | 0                  | 85    | 1     |
| Junior · Colombia            | 1.ª        | 2016       | 19    | 0     | 4             | 0             | 6                  | 0                  | 29    | 0     |
| Junior · Colombia            | 1.ª        | 2017       | 13    | 0     | 6             | 0             | 5                  | 0                  | 24    | 0     |
| Junior · Colombia            | 1.ª        | 2018       | 13    | 0     | 1             | 0             | 2                  | 0                  | 16    | 0     |
| Junior · Colombia            | 1.ª        | 2019       | 5     | 0     | -             | -             | 0                  | 0                  | 5     | 0     |
| Junior · Colombia            | Total club | Total club | 50    | 0     | 11            | 0             | 13                 | 0                  | 74    | 0     |
| Millonarios · Colombia       | 1.ª        | 2019       | 10    | 0     | 1             | 0             | 0                  | 0                  | 11    | 0     |
| Millonarios · Colombia       | 1.ª        | 2020       | 0     | 0     | 0             | 0             | 0                  | 0                  | 0     | 0     |
| Millonarios · Colombia       | Total club | Total club | 10    | 0     | 1             | 0             | 0                  | 0                  | 11    | 0     |
| Once Caldas · Colombia       | 1.ª        | 2021       | 15    | 0     | 0             | 0             | 0                  | 0                  | 15    | 0     |
| Once Caldas · Colombia       | 1.ª        | 2022       | 0     | 0     | 0             | 0             | 0                  | 0                  | 0     | 0     |
| Once Caldas · Colombia       | Total club | Total club | 15    | 0     | 0             | 0             | 0                  | 0                  | 15    | 0     |

| Selección             | Año               | Otros | Otros | Olímpicos | Olímpicos | Copa Mundial | Copa Mundial | Eliminatorias | Eliminatorias | Total | Total |
| Selección             | Año               | Part. | Goles | Part.     | Goles     | Part.        | Goles        | Part.         | Goles         | Part. | Goles |
| --------------------- | ----------------- | ----- | ----- | --------- | --------- | ------------ | ------------ | ------------- | ------------- | ----- | ----- |
| Colombia Sub-20 [2013 | --                | --    | --    | --        | 3         | 0            | 8            | 0             | 11            | 0     |       |
| Colombia Sub-20 [2013 | Total             | --    | --    | --        | --        | 3            | 0            | 8             | 0             | 11    | 0     |
| Colombia Sub-21       | 2013              | 3     | 0     | --        | --        | --           | --           | --            | --            | 3     | 0     |
| Colombia Sub-21       | Total             | 3     | 0     | --        | --        | --           | --           | --            | --            | 3     | 0     |
| Colombia Sub-23       | 2016              | --    | --    | 4         | 0         | --           | --           | --            | --            | 4     | 0     |
| Colombia Sub-23       | Total             | --    | --    | 4         | 0         | --           | --           | --            | --            | 4     | 0     |
| Total en Colombia     | Total en Colombia | 3     | 0     | 4         | 0         | 3            | 0            | 8             | 0             | 18    | 0     |

## Palmarés

### Títulos nacionales
| Título                | Club              | País     | Año  |
| --------------------- | ----------------- | -------- | ---- |
| Primera B             | Alianza Petrolera | Colombia | 2012 |
| Copa Colombia         | Junior            | Colombia | 2017 |
| Torneo Finalización   | Junior            | Colombia | 2018 |
| Superliga de Colombia | Junior            | Colombia | 2019 |
| Torneo Apertura       | Junior            | Colombia | 2019 |

### Títulos internacionales
| Título                         | Selección       | País      | Año  |
| ------------------------------ | --------------- | --------- | ---- |
| Campeonato Sudamericano Sub-20 | Colombia sub-20 | Argentina | 2013 |